# Siphocampylus lorentzii
Siphocampylus lorentzii är en klockväxtart som beskrevs av Franz Elfried Wimmer. Siphocampylus lorentzii ingår i släktet Siphocampylus och familjen klockväxter. Inga underarter finns listade i Catalogue of Life.